# 村松珠希
村松 珠希（むらまつ たまき、1997年7月17日 - ）は、大阪府羽曳野市出身の女子野球選手。

## 略歴
- 野球を始めたのは小学校2年生で、中学生になってからは藤井寺市にある硬式野球チーム「藤井寺ボーイズ」入り、ポジションは遊撃・三塁手だった。2年生から主将となる。福知山成美高等学校に入学後、女子硬式野球部に入部。捕手へ転向した[1]。
- 2015年に女子プロ野球リーグの入団テストに合格。同期には高校時代の同級生の大串桃香がいる。2016年にレイアに入団し、2017年には同チームのキャプテン[2]を経て、2018年に京都フローラに移籍、2019年から同チームのキャプテンとなる[3]。
- 2018年12月25日の「日本女子プロ野球リーグコンベンション2018」で最優秀新人賞、捕手部門のベストナイン・ゴールデングラブ賞を受賞[4]。
- 2021年3月28日、自身の公式Twitterにて女子プロ野球リーグからの退団を発表[5]。
- 2021年3月29日、阪神タイガース Womenに入団することが発表された。背番号は8[6]。
- 同年12月28日、阪神タイガース Womenを退団することが発表された[7]。

- 2022年1月11日、同年から始動する、はつかいちサンブレイズに入団することを発表[8]。

## 選手としての特徴
- 自身もアピールポイントとする強肩の持ち主。
- レイア時代は打撃に課題を残したが、京都フローラ移籍後にその才能が開花。2018年は主に6番捕手あるいは指名打者での起用、2019年以降は3番を任された。

## 詳細情報

### 年度別打撃成績
| 年 度 | チ ｜ ム | 打 率 | 試 合 数 | 打 席 数 | 打 数 | 得 点 | 安 打 | 単 打 | 二 塁 打 | 三 塁 打 | 本 塁 打 | 塁 打 | 打 点 | 三 振 | 併 殺 | 四 球 | 死 球 | 犠 打 | 犠 飛 | 盗 塁 | 盗 塁 刺 | 失 策 | 勝 利 打 点 | 出 塁 率 | 長 打 率 |
| ----- | -------- | ----- | -------- | -------- | ----- | ----- | ----- | ----- | -------- | -------- | -------- | ----- | ----- | ----- | ----- | ----- | ----- | ----- | ----- | ----- | -------- | ----- | ----------- | -------- | -------- |
| 2016  | レイア   | .200  | 9        | 30       | 25    | 4     | 5     | 3     | 2        | 0        | 0        | 7     | 5     | 3     | 0     | 1     | 0     | 4     | 0     | 2     | 1        | 0     | 0           | .231     | .280     |
| 2017  | レイア   | .154  | 5        | 16       | 13    | 0     | 2     | 2     | 0        | 0        | 0        | 2     | 1     | 1     | 3     | 1     | 0     | 2     | 0     | 1     | 0        | 1     | 0           | .214     | .154     |
| 2018  | フローラ | .331  | 42       | 152      | 127   | 19    | 42    | 31    | 8        | 3        | 0        | 56    | 18    | 7     | 6     | 18    | 4     | 2     | 1     | 2     | 0        | 1     | 1           | .427     | .441     |
| 2019  | フローラ | .288  | 66       | 240      | 215   | 25    | 62    | 52    | 9        | 1        | 0        | 73    | 35    | 24    | 7     | 16    | 3     | 1     | 5     | 3     | 1        | 5     | 6           | .339     | .340     |
| 2020  | フローラ | .298  | 30       | 104      | 84    | 7     | 25    | 17    | 7        | 0        | 1        | 35    | 20    | 3     | 3     | 18    | 0     | 0     | 2     | 0     | 0        | 1     | 1           | .414     | .417     |
| 通算  | -        | .293  | 152      | 542      | 464   | 55    | 136   | 105   | 26       | 4        | 1        | 173   | 79    | 38    | 19    | 54    | 7     | 11    | 6     | 8     | 2        | 8     | 8           | .371     | .373     |

- 2020年度シーズン終了時。
- 赤太字は女子プロ野球最高。

### 記録
- 初出場：2016年6月3日、対3球団選抜戦、2番・二塁手
- 初打席：同上、1回裏に笠原優子から投犠打
- 初安打：同上、4回裏に坂東瑞紀から中前適時安打
- 初本塁打：2020年10月7日、対埼玉アストライア戦、1回表に柳理菜から左越2ラン

### タイトル
- 新人賞：1回（2018年）
- ゴールデングラブ賞：1回（捕手部門：2018年）
- 最多打点：1回（2019年）
- 最多勝利打点：1回（2019年）
- ベストナイン：2回（捕手部門：2018年、2019年）

### 背番号
- 49（2016年）
- 39（2017年）
- 7（2018年 - 2020年、2022年 - ）
- 8（2021年）
  - 9（2021年、侍ジャパン女子代表）